# National Information Standards Organization
Il National Information Standards Organization (NISO), è un'organizzazione non a scopo di lucro statunitense che sviluppa, manutiene e pubblica standard tecnici relativi ad applicazioni bibliografiche e bibliotecarie. È stata fondata nel 1939 come "Z39 Committee", costituita come associazione culturale non-profit nel 1983, e ha assunto il suo attuale nome nel 1984.
Il NISO è accreditato dall'American National Standards Institute (ANSI) ed è da questo designato per rappresentare gli interessi degli Stati Uniti presso il Comitato tecnico 46 ("Informazione e Documentazione") dell'Organizzazione internazionale per la normazione (ISO).
Gli standard approvati dal NISO sono pubblicati dall'ANSI. Contrariamente a molti altri standard ANSI, molti standard NISO sono disponibili gratuitamente dal suo sito web.
I nomi (in inglese "designations") degli standard NISO iniziano tutti con "ANSI/NISO Z39.".
Esempi di standard NISO sono:
- Z39.50 (un protocollo d'accesso a database bibliografici)
- Z39.88 (OpenURL)